# Obdach
Obdach osztrák mezőváros Stájerország Mura-völgyi járásában. 2017 januárjában 3823 lakosa volt. 

## Elhelyezkedése

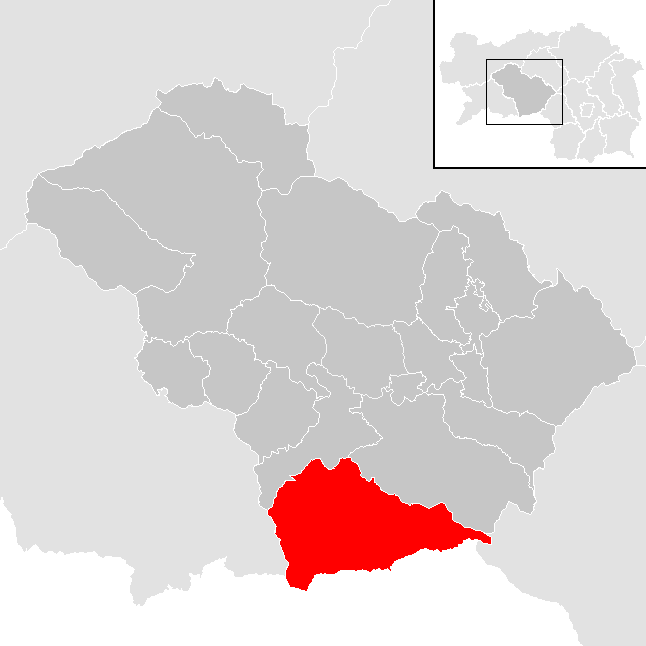
Ondach a Mura-völgyi járásban

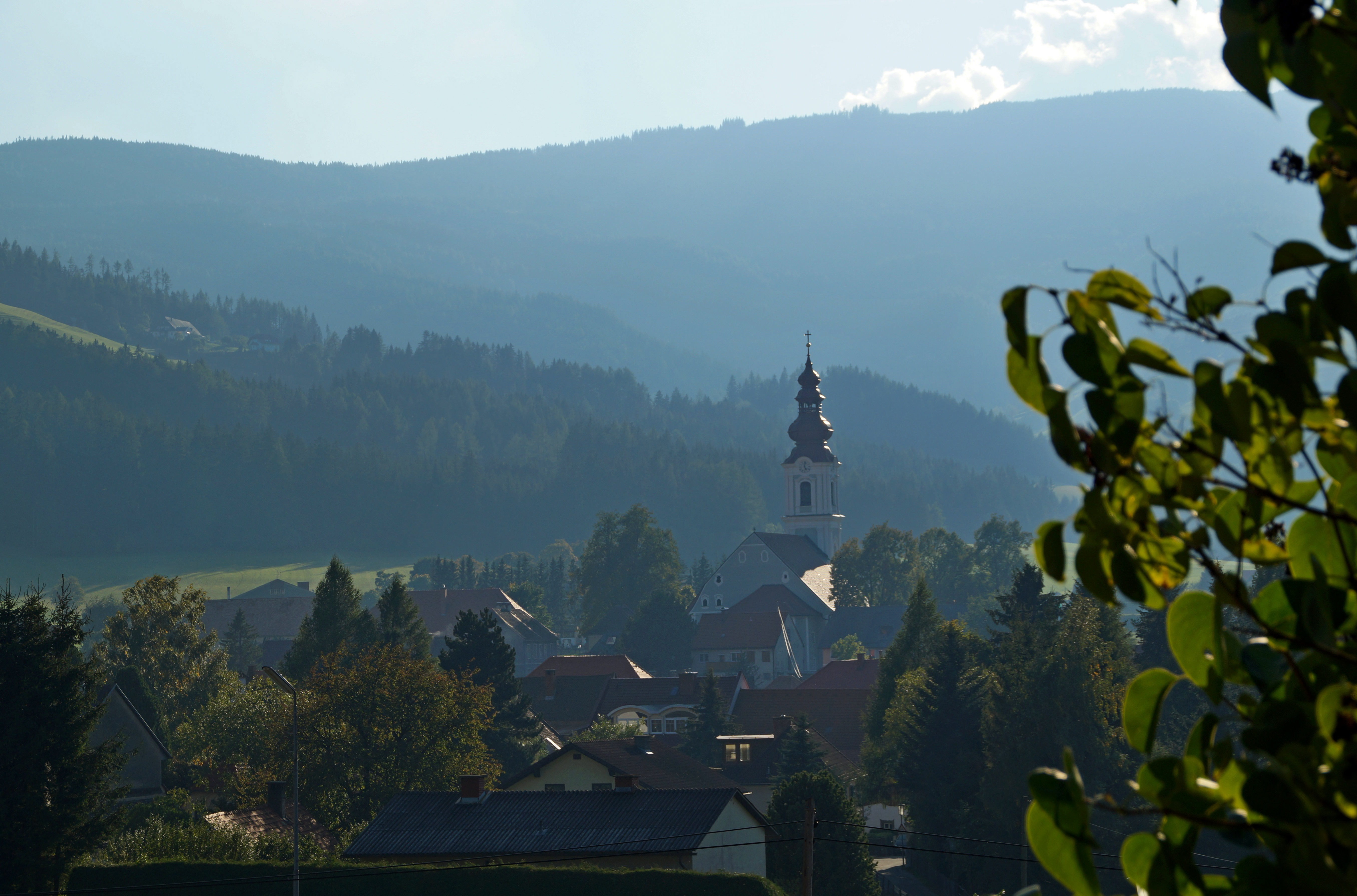
A Szt. Egyed-templom

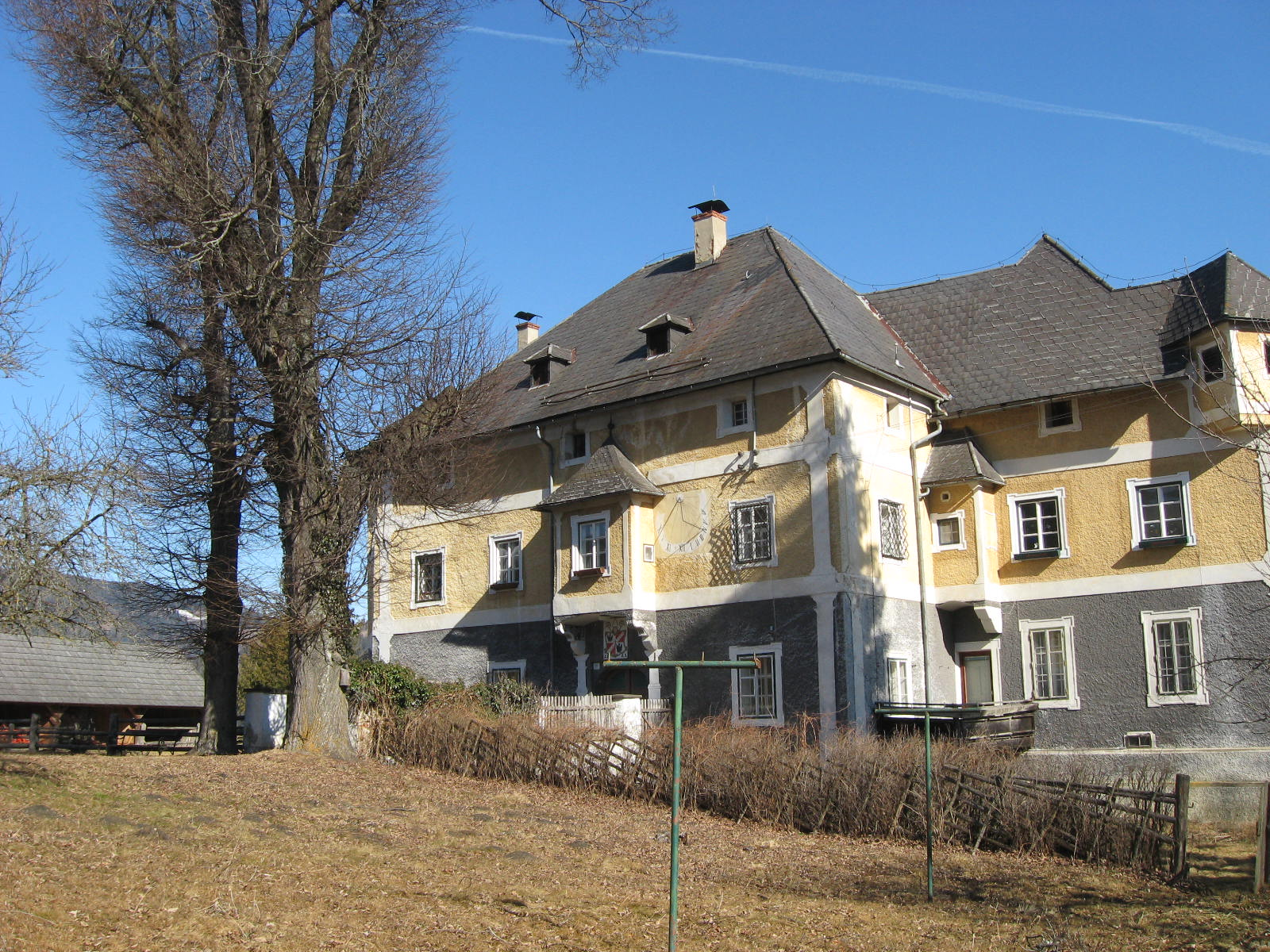
Az Admontbichl-kastély

Obdach a tartomány nyugati részén fekszik, a Felső-Stájerország régióban, a Seetali-Alpokban, a Granitzenbach folyó völgyében. Legmagasabb pontja (és egyben a hegységé is) a 2396 méteres Zirbitzkogel. Déli határán található a Felső Mura-völgyet a Lavant-völggyel összekötő Obdachi-nyereg. Az önkormányzathoz 6 katasztrális községben (Granitzen, Kienberg, Lavantegg, Obdach, Obdachegg, Prethal) 18 település tartozik: Amering (457 lakos), Bärnthal (20), Granitzen (149), Großprethal (122), Kathal in Obdachegg (124), Katschwald (78), Kienberg (97), Kleinprethal (69), Lavantegg (183), Mönchegg (192), Obdach (1527), Obdachegg (251), Rötsch (191), Sankt Anna-Feriensiedlung (25), Sankt Georgen in Obdachegg (64), Warbach (150), Winterleiten (127), Zanitzen (15).
A környező önkormányzatok: északra Judenburg, északkeletre Weißkirchen in Steiermark, keletre Hirschegg-Pack, délre Reichenfels (Karintia), délnyugatra Mühlen, nyugatra Neumarkt in der Steiermark.

## Története
Obdachot először 1190-ben említik az írott források. 1324-ben mezővárosi rangra emelték és bírósággal is rendelkezett. A középkorban regionális fontosságú kereskedelmi központ volt az Obdachi-nyergen áthaladó kereskedőút mentén.
A városi önkormányzat 1849/50-ben alakult meg. 1970-ben Granitzen községet, a 2015-ös stájerországi közigazgatási reform során pedig Amering, Sankt Anna am Lavantegg és Sankt Wolfgang-Kienberg községeket kapcsolták a mezővároshoz.

## Lakosság
Az obdachi önkormányzat területén 2017 januárjában 3823 fő élt. A lakosságszám 2001 óta (akkor 4117) csökkenő tendenciát mutat. 2015-ben a helybeliek 97,1%-a volt osztrák állampolgár; a külföldiek közül 1,2% a régi (2004 előtti), 0,8% az új EU-tagállamokból érkezett. 0,8% a volt Jugoszlávia (Szlovénia és Horvátország nélkül) vagy Törökország, 0,2% egyéb országok polgára. 2001-ben a lakosok 91,3%-a római katolikusnak, 1,1% evangélikusnak, 1,8% muszlimnak, 4,7% felekezet nélkülinek vallotta magát. Ugyanekkor 4 magyar élt Obdachban.

## Látnivalók

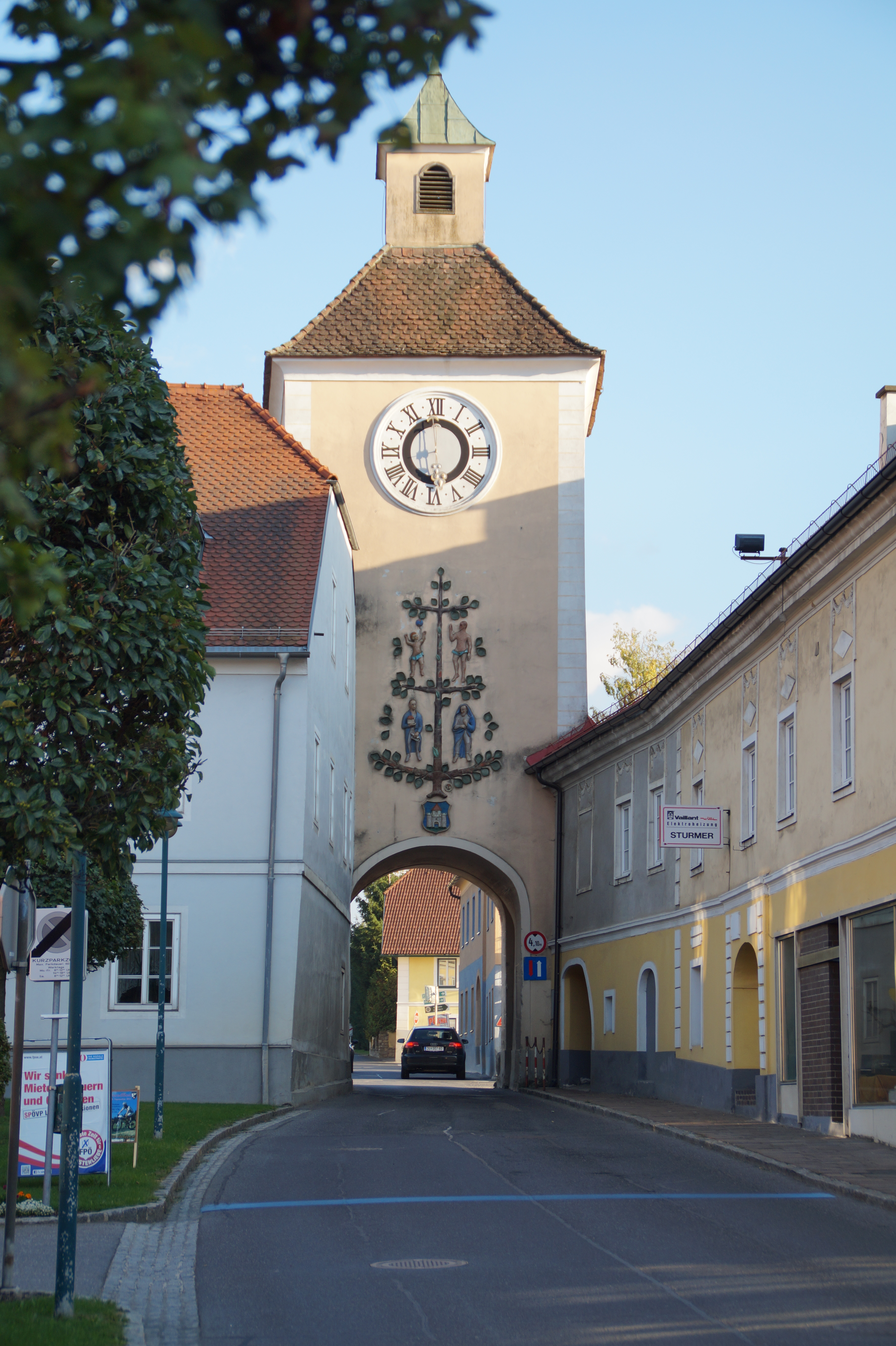
A Kaputorony

- az Admontbichl-kastély eredetileg az admonti apátság megerődített adminisztratív épülete volt Granitzenben. 1530 körül a birtok bérlője, Daniel von Gallenberg lovag kibővítette, ekkor nyerte el mai külsejét. A lovag az ehhez szükséges költségeket önkényes adóemeléssel és törvénytelen kötelezettségek kiszabásával szerezte meg. 1662-ben modernizálták, egy 1748-as tűzben komoly károkat szenvedett. 2012-ig az admonti kolostor birtokában volt.
- a 15. századi Kaputorony (Torturm) a főtéren
- a főtéri Mária-oszlop 1716-ban készült
- az obdachi városháza a 16-17. században épült
- Obdach Szt. Egyed-plébániatemploma
- a Tauplitzi Miasszonyunk-ispotálytemplom Obdachban
- a középkori városfal maradványai
- Lavantegg Szt. Joachim és Szt Anna-plébániatemploma
- Kienberg plébániatemploma
- a kienbergi modern Szt. Mihály-katonatemplom
- az obdacheggi Szt. György-plébániatemplom
- az obdacheggi volt községháza

## Híres judenburgiak
- Rudolf Falb (1838–1903) természettudós

## Testvértelepülések
- Kötz (Németország)

## Fordítás
- Ez a szócikk részben vagy egészben  az   Obdach (Gemeinde) című német Wikipédia-szócikk ezen változatának fordításán alapul.  Az eredeti cikk szerkesztőit annak laptörténete sorolja fel. Ez a jelzés csupán a megfogalmazás eredetét és a szerzői jogokat jelzi, nem szolgál a cikkben szereplő információk forrásmegjelöléseként.